# Galeazzo Caracciolo
Galeazzo Caracciolo, markis av Vico, född i januari 1517 i Neapel, död den 7 april 1586 i Genève, var en italiensk ädling. Han var systerson till påven Paul IV.
Caracciolo blev i sin ungdom påverkad av reformationspredikanterna Valdés och Vermigli. Han övergick till den reformerta trosbekännelsen och lämnade 1551 familj och fädernesland för att bosätta sig i Genève. Caracciolo motstod ståndaktigt alla sin släkts försök att förmå honom att återvända till Italien samt förblev till sin död en högt aktad stödjepelare för den italienska församlingen i Genève.